# Кривицкий, Борис Хацкелевич
Бори́с Ха́цкелевич Криви́цкий (1920—2017) — советский и российский учёный и педагог, кандидат технических наук (1949), доцент, заслуженный преподаватель Московского государственного университета (2004), полковник в отставке.
Автор большого числа научных и учебно-методических работ.

## Биография
Родился 7 июля 1920 года.
Великой Отечественной войны с августа 1941 года. Был призван в РККА с третьего курса физико-математического факультета Горьковского государственного университета (ныне Нижегородский государственный университет имени Н. И. Лобачевского) и направлен на обучение в Военно-воздушную инженерную академию им. Н. Е. Жуковского. Войсковую стажировку проходил на фронте в 1944 году в должности техника эскадрильи по радиооборудованию 45-го Гвардейского ночного штурмового авиационного полка. Член КПСС.
В 1945 году окончил Военно-воздушную инженерную академию им. Н. Е. Жуковского, затем адъюнктуру этой же академии. В 1949 году защитил кандидатскую диссертацию. С 1949 по 1977 год Борис Кривицкий работал в Военно-воздушной инженерной академии: инженер и преподаватель. С 1977 года работал в МГУ им. М. В. Ломоносова, где с 2008 года был доцентом кафедры психологии образования и педагогики факультета психологии.
Б. Х. Кривицкий в МГУ проводил исследования в области педагогики и психологии высшего образования, технических и радиоэлектронных средств обучения. В последние годы работы в университете разрабатывал автоматизированную систему обучения «АКСОН», которую совместно с коллегами из стран СНГ внедрил в процесс обучения студентов различных специальностей. По итогам этой работы были выпущены учебно-методические пособия на казахском, киргизском и таджикском языках.
Был награждён орденами Красной Звезды и Отечественной войны II степени, а также медалями, в числе которых «За боевые заслуги»
медаль «За победу над Германией в Великой Отечественной войне 1941—1945 гг.», «В память 850-летия Москвы». Удостоен нагрудного знака «250 лет МГУ им. М. В. Ломоносова». Почётный радист СССР.
Умер 20 ноября 2017 года в Москве.